# Setaria chondrachne
Setaria chondrachne är en gräsart som först beskrevs av Ernst Gottlieb von Steudel, och fick sitt nu gällande namn av Masaji Masazi Honda. Setaria chondrachne ingår i släktet kolvhirser, och familjen gräs. Inga underarter finns listade i Catalogue of Life.